# Otra era (canción)
«Otra era» es una canción de la cantautora chilena Javiera Mena, lanzada como el tercer sencillo de su cuarto álbum de estudio, Otra era, del mismo nombre, en 2014.

## Vídeo musical
El vídeo fue lanzado en YouTube el 21 de octubre de 2014, 7 días antes de la publicación del álbum completo y actualmente tiene más de 2 millones de vistas en la plataforma. Tiene un formato en blanco y negro y en él, se puede ver a Mena cantando hacia a la cámara llevando unos anteojos blancos.

## Latin Grammys 2015
El 24 de septiembre de 2015, se dieron a conocer las nominaciones a los premios Latin Grammys, en el cual, Otra era, estuvo nominada a mejor canción alternativa, pero el premio finalmente lo obtuvo Natalia Lafourcade con su canción Hasta la raíz.